# FWB Software
Das kalifornische Unternehmen FWB Software, Inc. war ein Hersteller von Programmen und Erweiterungskarten mit Schwerpunkt auf Festplatten- und Speichermedientechnik, insbesondere für den Macintosh.
Speziell die Erweiterungskarten für die sog. RAID-Technik waren wegen der dort herrschenden Leistungsanforderungen vor allem im graphischen Gewerbe sehr verbreitet. Sledgehammer wurde früher für NuBus angeboten, später für PCI.
Die Hardwaresparte wurde zum 1. Juli 1992 an StreamLogic verkauft, welche ihrerseits aus dem Festplattenhersteller Micropolis hervorging. Die FWB-Hardware wurde dann noch einige Zeit unter dem Label "Hammer Storage Solutions" weiterverkauft, bis diese Sparte 2000 von Bell Microproducts aufgekauft wurde. Die Webpräsenz wurde ohne weitere Vorankündigung im November 2005 abgeschaltet.

## Produkte
- Sledgehammer
- Sledgehammer Pro
- Hard Disk Toolkit
- Hard Disk Toolkit PE
- Raid Toolkit
- Partition Toolkit
- DriveTest
- CD-ROM Toolkit